# Pericallia zerah
Pericallia zerah là một loài bướm đêm thuộc phân họ Arctiinae, họ Erebidae.